# Lukas Christen
Lukas Christen (1966) è un ex atleta paralimpico svizzero, che ha gareggiato nella categoria TS1/T42.

## Biografia
All'età di ventun anni, nel 1987, ha perso la gamba sinistra a causa di un incidente motociclistico. Si è dedicato con pari impegno ai propri studi e allo sport paralimpico, gareggiando nella categoria degli amputati sopra il ginocchio. Oltre all'agonismo, concluso nel 2005, Christen è un consulente aziendale di successo.
La sua carriera sportiva comprende tre edizioni dei Giochi paralimpici estivi (Barcellona 1992, Atlanta 1996, Sydney 2000) e due edizioni dei Campionati del mondo dell'IPC (Berlino 1994 e Birmingham 1998). Ha raggiunto cinque volte l'oro e due l'argento alle Paralimpiadi; ai mondiali ha avuto altre cinque medaglie d'oro e una d'argento. Le sue competizioni sono avvenute nei 100 metri, nei 200 metri piani, nel salto in lungo e, nel 1994, nella staffetta 4×100 metri con Christoph Sommer, Urs Kolly e Patrick Stoll.
Nel 2004 non ha potuto partecipare alla Paralimpiade di Atene, perché infortunato. L'anno seguente si è ritirato dallo sport agonistico internazionale.

## Palmarès
| Anno | Manifestazione       | Sede       | Evento             | Risultato | Prestazione | Note |
| ---- | -------------------- | ---------- | ------------------ | --------- | ----------- | ---- |
| 1992 | Giochi paralimpici   | Barcellona | 100 m piani TS1    | Argento   | 13"62       |      |
| 1992 | Giochi paralimpici   | Barcellona | 200 m piani TS1    | Argento   | 27"39       |      |
| 1994 | Mondiali paralimpici | Berlino    | 100 m piani T42    | Oro       | 13"82       |      |
| 1994 | Mondiali paralimpici | Berlino    | 200 m piani T42    | Oro       | 28"96       |      |
| 1994 | Mondiali paralimpici | Berlino    | Salto in lungo F42 | Oro       | 5,26 m      |      |
| 1994 | Mondiali paralimpici | Berlino    | 4×100 m T42-46     | Argento   | 50"17       |      |
| 1996 | Giochi paralimpici   | Atlanta    | 100 m piani T42    | Oro       | 13"54       |      |
| 1996 | Giochi paralimpici   | Atlanta    | 200 m piani T42    | Oro       | 27"62       |      |
| 1996 | Giochi paralimpici   | Atlanta    | Salto in lungo T42 | Oro       | 5,20 m      |      |
| 1998 | Mondiali paralimpici | Birmingham | 200 m piani T42    | Oro       |             |      |
| 1998 | Mondiali paralimpici | Birmingham | Salto in lungo F42 | Oro       |             |      |
| 1998 | Mondiali paralimpici | Birmingham | Pentathlon P42     | 5º        |             |      |
| 2000 | Giochi paralimpici   | Sydney     | 100 m piani T42    | Argento   | 12"99       |      |
| 2000 | Giochi paralimpici   | Sydney     | 200 m piani T42    | Oro       | 26"85       |      |
| 2000 | Giochi paralimpici   | Sydney     | Salto in lungo F42 | Oro       | 5,57 m      |      |